# Aquatopia (Tokyo DisneySea)

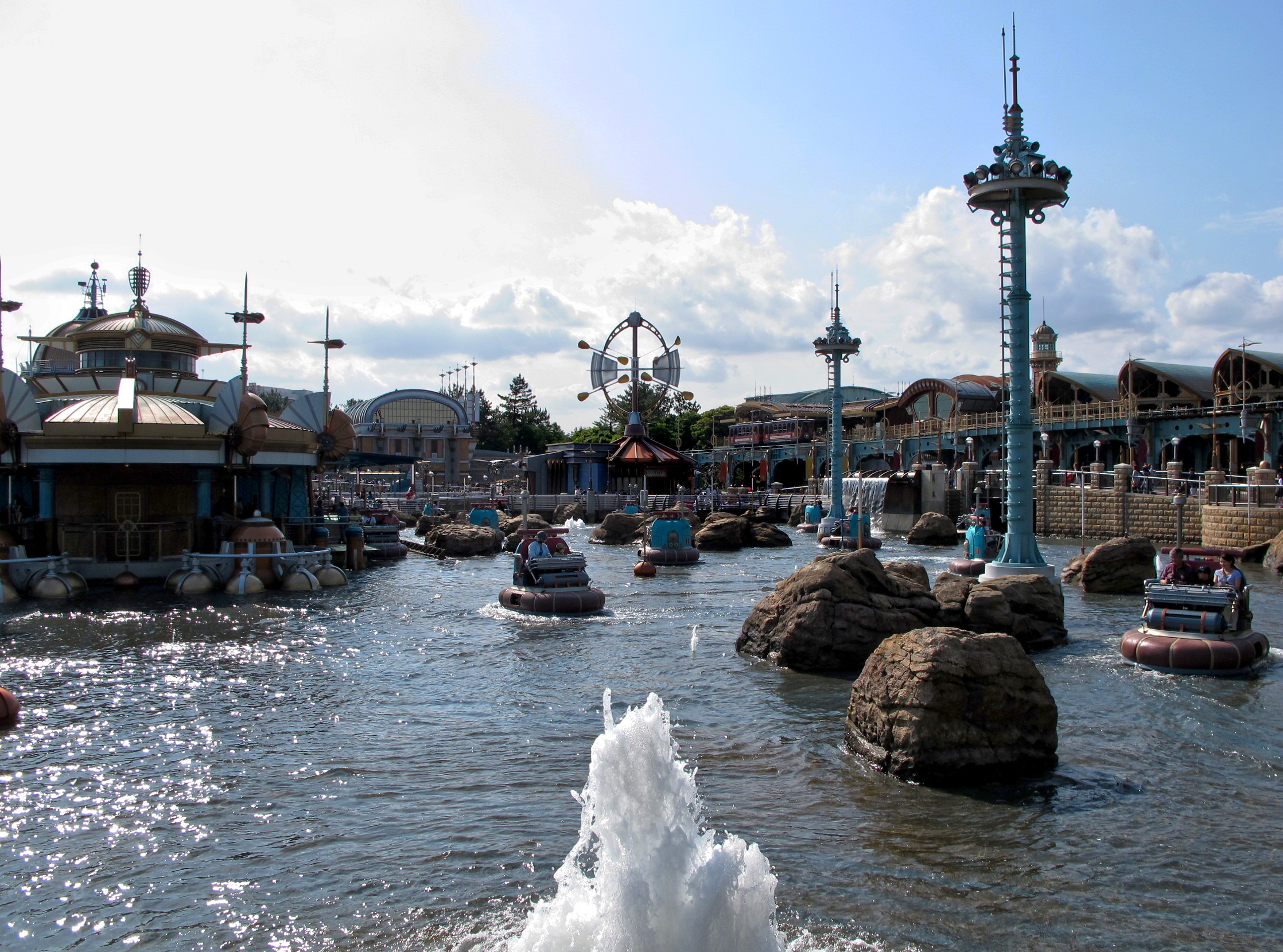

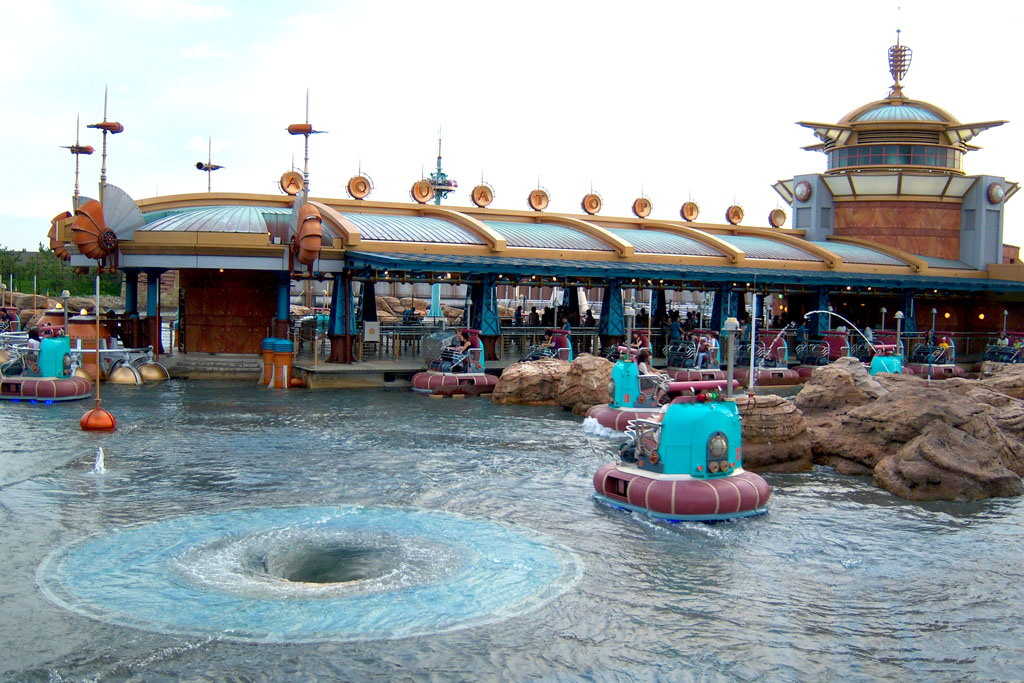
Uitzicht op de attractie met het centrale opstapplatform.

Aquatopia (Japans: アクアトピア) is een rondvaart met trackless voertuigen in Port Discovery in Tokyo DisneySea in het Tokyo Disney Resort, in Urayasu, Japan. De attractie opende samen met het park op 4 september 2001.
Het is de tweede attractie die gebruik maakt van het computergestuurde trackless ritsysteem ontworpen door Walt Disney Imagineering. (De eerste is Pooh's Hunny Hunt in het naburige park Tokyo Disneyland.)
De attractie wordt beschouwd als de opvolger van de Motor Boat Cruise en Autopia uit het originele Disneyland in Anaheim, waarvan Aquatopia zijn naam kreeg als eerbetoon.
De attractie bestaat uit verschillende voertuigen die zijn ontworpen om op retrofuturistische hovercrafts te lijken die onafhankelijk van elkaar met hoge snelheden door een grote baai bewegen. De voertuigen varen niet maar rijden op wielen over de ondiepe vloer door water van slechts 5 centimeter diep. Het water wordt in beweging gehouden om de illusie van diepte te creëren. Door het trackless ritsysteem zijn er geen zichtbare sporen, wat een gevoel van spontaniteit en verrassing aan de attractie geeft.
De attractie heeft twee kanten met een centraal opstapplatform. Tijdens de zomer is de ene kant de "Get Wet" versie, terwijl de andere kant droog is. De "Get Wet" versie maakt gebruik van verborgen waterstralen die de bezoekers volledig natspuiten.
Bij een technische storing waarbij bezoekers uit de attractie moeten worden geëvacueerd, wordt het water weggepompt en delen medewerkers laarzen uit aan bezoekers om zo met droge voeten de attractie te kunnen verlaten.